# Lydensrusti Köztársaság
A Lydensrusti Köztársaság (afrikaansul: Republiek van Lydensrust, hollandul: Republiek van Lijdensrust) vagy más néven Upingtonia 1885 és 1887 között létezett búr állam volt, amely a mai Namíbia északi részén helyezkedett el. Fővárosa Grootfonteinben volt. Az állam végül beolvadt a Német Délnyugat-Afrikába.
1874 és 1880 között a búr-angol területi viszályok miatt számos búr vándorolt Transvaalból Angola déli részébe. Mivel ott is konfliktusaik támadtak a területet uraló portugálokkal, ezért sokuk a Transvaalba való visszatérés mellett döntött, míg másik részük csupán délebbre vándorolt, hogy az ovambók területén telepedjék le.
A búrok egy csoportja (úgy negyven család), akik 1876 és 1879 között vándoroltak Angolába, 1885-ban visszatérve úgy döntöttek, hogy Grootfonteinben kísérlik meg a tartós letelepedést. Itt ingyen földet kaptak egy William Worthington Jordan nevű fokföldi származású félvér vadásztól, aki azt korábban egy ovambo törzsfőnöktől vásárolta meg fegyverekért, lóhúsért és alkoholért cserébe. Jordan korábban a hereróktól próbálta megszerezni ugyanazt a földet, de mivel nem volt tényleges fennhatóságuk, ezért ők javasolták, hogy forduljon Kambonde ovambo törzsfőnökhöz.
A telepesek 1885. október 20-án Upingtonia néven deklaráltak itt államot, amit Thomas Upington fokföldi miniszterelnök tiszteletére neveztek el, s akitől támogatást is reméltek. Ekkor 500 búr telepes élt a környéken. 1886-ban újabb, Angolából visszatérő búrok telepedtek le az új államban (velük együtt németek is letelepültek a köztársaságban). Mivel nem jött a várt támogatás Fokföldről, ezért az államot az új telepesek nyomására átnevezték Lydensrustra.
Az állam elnöke végig George Diederik P. Prinsloo volt. A Lydensrusti Köztársaság azonban sosem tudta megszilárdítani a helyzetét, s erősen függött Jordan és a németek támogatásától. Különösképpen a hererók támadásai jelentettek nagy veszélyt. Jordant 1886-ban ráadásul megölték, így az államnak más választása nem maradt, mint hogy német fennhatóság alá helyeztesse magát.
Az Lydensrusti Köztársaság a német birodalmi fekete-fehér-piros trikolórt használta zászlóként. Fennállása alatt nemcsak búrok, de nagy számban németek is éltek a területén. Jordan halálát követően a búrok legtöbbje visszatért Transvaalba és csak kevesen maradtak az immár német fennhatóság alá kerülő területen.

## Fordítás
- Ez a szócikk részben vagy egészben  az   Upingtonia című angol Wikipédia-szócikk fordításán alapul.  Az eredeti cikk szerkesztőit annak laptörténete sorolja fel. Ez a jelzés csupán a megfogalmazás eredetét és a szerzői jogokat jelzi, nem szolgál a cikkben szereplő információk forrásmegjelöléseként.